# رافيل ساستري
رافيل ساستري (بالإسبانية: Rafel Sastre) (مواليد 20 أكتوبر 1975 في بني سالم - إسبانيا) لاعب كرة قدم إسباني يلعب حاليا لصالح نادي الدرجة الأولى ريال سبورتنغ خيخون الإسباني منذ 2001 في مركز قلب الدفاع كما يجيد اللعب في مركز الظهير الأيمن .

## روابط خارجية
- رافيل ساستري على موقع قاعدة بيانات كرة القدم.إي يو (الإنجليزية)
- رافيل ساستري على موقع Soccerway.com (الإنجليزية)